# Falbanka
Falbanka – część miasta i niewielki obszar przemysłowy Włocławka, położone w jego południowej części, blisko lasu.

## Historia
Dzieje Falbanki (cegielni i leśnictwa) powiązane są z miejscowością Ostrowy, należącą od 1867 do gminy Łęg w powiecie włocławskim w guberni warszawskiej. Za II RP Ostrowy należały do gminy Łęg w powiecie włocławskim w województwie warszawskim. 20 października 1933 Ostrowy otrzymały status gromady (sołectwa) w gminie Łęg. Od 1 kwietnia 1938 w województwie pomorskim.
Po wojnie Ostrowy zachowały przynależność administracyjną, stanowiąc jedną z 9 gromad gminy Łęg w powiecie włocławskim, od 1950 w województwie bydgoskim. W związku z reformą administracyjną kraju jesienią 1954 Ostrowy podzielono. Zachodnią część – osadę leśną Krzywe Błoto, cegielnię Falbanka oraz leśnictwa Falbanka i Ostrowy – włączono do nowo utworzonej gromady Michelin (jest to dzisiejsze osiedle Ostrowy Leśne), natomiast wschodnia część (głównie obszar leśny) weszła w skład nowo utworzonej gromady Modzerowo (współczesna część miasta Ostrowy). Zachodni obszar Ostrów (z Falbanką) utraciły status odrębnej miejscowości i był odtąd spisywane ze wsią Mielęcin w gromadzie Michalin
1 stycznia 1973, wraz z kolejną reformą administracyjną kraju, Falbanka weszła w skład gminy Włocławek jako część wsi Mielęcin W latach 1975–1979 administracyjnie należały do województwa włocławskiego. 1 grudnia 1979 – już jako składowa Mielęcina – włączona została do Włocławka.